# ブランディン・ポジェムスキー
ブランディン・トーマス・ポジェムスキー（Brandin Thomas Podziemski, 2003年2月25日 - ）は、アメリカ合衆国・ウィスコンシン州グリーンフィールド出身のプロバスケットボール選手。NBAのゴールデンステート・ウォリアーズに所属している。ポジションはシューティングガードまたはポイントガード。

## 経歴

### NBA

#### ゴールデンステート・ウォリアーズ
2023年のNBAドラフトにて1巡目全体19位でゴールデンステート・ウォリアーズから指名され、7月3日にウォリアーズとの契約に合意した。
12月12日のフェニックス・サンズ戦でキャリアハイとなる11リバウンドを含む20得点、5アシストを記録したが、チームは116-119で惜敗した。なお、ウォリアーズの新人選手が1試合で20得点、10リバウンド、5アシストを記録したのは、ステフィン・カリー以来約15年ぶりであった。同月16日のブルックリン・ネッツ戦でキャリアハイとなる4本の3ポイントシュートを含む19得点、5リバウンド、5アシスト、3スティールを記録し、チームは124-120で辛勝した。2024年1月13日のミルウォーキー・バックス戦で23得点、10リバウンド、3アシスト、2スティールを記録したが、チームは118-129で敗れた。このシーズン、ポジェムスキーはNBAオールルーキーファーストチームに選出された。パリオリンピック前には、チームメイトのトレイス・ジャクソン＝デイビスと共にアメリカ代表のセレクトチームにも選出された。

## 個人成績

### NBA

#### レギュラーシーズン
| シーズン | チーム | GP  | GS | MPG  | FG%  | 3P%  | FT%  | RPG | APG | SPG | BPG | PPG  |
| -------- | ------ | --- | -- | ---- | ---- | ---- | ---- | --- | --- | --- | --- | ---- |
| 2023–24  | GSW    | 74  | 28 | 26.6 | .454 | .385 | .633 | 5.8 | 3.7 | .8  | .2  | 9.2  |
| 2024–25  | GSW    | 64  | 33 | 26.8 | .445 | .372 | .758 | 5.1 | 3.4 | 1.1 | .2  | 11.7 |
| 通算     | 通算   | 138 | 61 | 26.7 | .449 | .378 | .701 | 5.4 | 3.6 | .9  | .2  | 10.4 |

#### プレーオフ
| シーズン | チーム | GP | GS | MPG  | FG%  | 3P%  | FT%  | RPG | APG | SPG | BPG | PPG  |
| -------- | ------ | -- | -- | ---- | ---- | ---- | ---- | --- | --- | --- | --- | ---- |
| 2025     | GSW    | 12 | 11 | 32.1 | .364 | .328 | .708 | 5.0 | 3.1 | 1.3 | .2  | 11.3 |
| 通算     | 通算   | 12 | 11 | 32.1 | .364 | .328 | .708 | 5.0 | 3.1 | 1.3 | .2  | 11.3 |

### カレッジ
| シーズン | チーム       | GP | GS | MPG  | FG%  | 3P%  | FT%  | RPG | APG | SPG | BPG | PPG  |
| -------- | ------------ | -- | -- | ---- | ---- | ---- | ---- | --- | --- | --- | --- | ---- |
| 2021–22  | UIUC         | 16 | 0  | 4.3  | .421 | .231 | .750 | .9  | .3  | .1  | .0  | 1.4  |
| 2022-23  | サンタクララ | 32 | 32 | 36.0 | .483 | .438 | .771 | 8.8 | 3.7 | 1.8 | .5  | 19.9 |
| 通算     | 通算         | 48 | 32 | 25.4 | .480 | .424 | .770 | 6.1 | 2.5 | 1.2 | .3  | 13.7 |

## プレースタイル
大学時代はスリーポイントシューターとして活躍し、NBAでも多少の波はあれど優秀なシューターになれる片鱗を見せている。また、ガードながら果敢にリバウンドに飛び込み、リバウンドを稼いでいる。対人ディフェンス、プレイメイクも平均以上であり時折スティールを稼ぐ。特に目立つのはクオーター終盤での勝負強さでありルーキーながらクォーター終盤のラストショットを託されることも多くあった。レッグスルーやジャブステップからのステップバックスリーポイントはかなりの高確率であり、シグネチャームーブとなる可能性がある。また、チャージングを引き出すのが非常にうまく、ルーキーシーズンにはチャージングドロー数でリーグ1位となった。